# 중원대협
중원대협(The Swordsman In Plains)은 한국에서 제작된 권영순 감독의 1978년 영화이다. 왕도 등이 주연으로 출연하였고 서병직 등이 제작에 참여하였다.

## 출연

### 주연
- 왕도
- 김청자

## 제작진
- 조명: 손한수
- 녹음: 유창국
- 미술: 조경환